# Michele Federici
Michele Federici (Castelgrande, 24 gennaio 1911 – Castelgrande, 23 novembre 1980) è stato un arcivescovo cattolico italiano.

## Biografia
Il 26 luglio 1936 fu ordinato presbitero a Castelgrande, suo paese natale.

### Ministero episcopale
Il 22 settembre 1962 fu eletto vescovo coadiutore cum iure successionis di Melfi e Rapolla e di Venosa, titolare di Sidima; ricevette la consacrazione episcopale il 28 ottobre dello stesso anno.
Il 27 ottobre 1963 fu promosso arcivescovo di Santa Severina.
Nel 1967 divenne amministratore apostolico della diocesi di Cariati e nel 1971 anche di quella di Crotone.
Il 21 dicembre 1973 fu nominato arcivescovo, titolo personale, di Veroli-Frosinone e di Ferentino.
Il 23 novembre 1980 perì tragicamente a Castelgrande nel terremoto dell'Irpinia.

## Genealogia episcopale
La genealogia episcopale è:
- Cardinale Scipione Rebiba
- Cardinale Giulio Antonio Santori
- Cardinale Girolamo Bernerio, O.P.
- Arcivescovo Galeazzo Sanvitale
- Cardinale Ludovico Ludovisi
- Cardinale Luigi Caetani
- Cardinale Ulderico Carpegna
- Cardinale Paluzzo Paluzzi Altieri degli Albertoni
- Papa Benedetto XIII
- Papa Benedetto XIV
- Papa Clemente XIII
- Cardinale Marcantonio Colonna
- Cardinale Giacinto Sigismondo Gerdil, B.
- Cardinale Giulio Maria della Somaglia
- Cardinale Carlo Odescalchi, S.I.
- Vescovo Eugène de Mazenod, O.M.I.
- Cardinale Joseph Hippolyte Guibert, O.M.I.
- Cardinale François-Marie-Benjamin Richard
- Cardinale Pietro Gasparri
- Cardinale Francesco Marchetti Selvaggiani
- Cardinale Luigi Traglia
- Arcivescovo Michele Federici